# Mikkel Bjerg
Mikkel Norsgaard Bjerg (født 3. november 1998 i København) er en dansk cykelrytter, som kører for UAE Team Emirates XRG.
Under VM i landevejscykling 2016 i Doha tog han sølvmedaljen efter amerikanske Brandon McNulty ved enkeltstarten for juniorer.
I 2017 tog Bjerg først EM-sølv ved enkeltstarten for U23-ryttere under EM i landevejscykling 2017 i Herning, før han én måned senere blev U23-verdensmester i enkeltstart under VM i landevejscykling 2017 i Bergen, foran amerikanske Brandon McNulty og franske Corentin Ermenault.
I 2017 blev Mikkel Bjerg kåret som Årets Fund af Danmarks Idrætsforbund, Team Danmark og Politiken.
I august 2019 tog Bjerg sølv i enkeltstart EM for U/23 efter en anden dansker, Johan Price-Pejtersen. I september 2019 genvandt Bjerg VM i enkeltstart for U23 for tredje år i træk.

## Privat
Han blev den 30. oktober 2021 gift med den professionelle cykelrytter Emma Norsgaard.

## Meritter
2016
 DM i enkeltstart for juniorer
Aubel-Thimister-La Gleize
Samlede stilling
Vinder af 2. etape (holdtidskørsel)
2. plads, Tour de l'Abitibi
Vinder af 7. etape
2. plads, VM i enkeltstart for juniorer
2017
 VM i enkeltstart for U23
2. plads EM i enkeltstart for U23
2. plads, DM i enkeltstart for U23
2. plads, Duo Normand (med Mathias Norsgaard Jørgensen)
2. plads, Chrono des Nations
3. plads, DM i enkeltstart for eliten
Dansk timerekord med 52,311 km, og femte bedste i verden.
2018
 VM i enkeltstart for U23
1. plads, Dorpenomloop Rucphen
2. plads, DM i enkeltstart for eliten
2. plads, Hafjell GP
2. plads, Chrono Champenois
2. plads, Chrono des Nations
2019
 VM i enkeltstart for U23
1. plads, samlet,  Le Triptyque des Monts et Châteaux
1. plads, Hafjell TT
1. plads, Chrono Champenois
2. plads, EM i enkeltstart for U23
2. plads, DM i enkeltstart for U23
5. plads, DM i enkeltstart for eliten
6. plads, samlet, PostNord Danmark Rundt
2021
2. plads, DM i enkeltstart for eliten
2022
4. plads, EM i enkeltstart for eliten
2023
1. plads, 4. etape af Critérium du Dauphiné
3. plads, DM i enkeltstart for eliten
2024
3. plads, DM i enkeltstart for eliten